# Automatyczny system nawadniający
Automatyczny system nawadniający – sieć rur – zwykle polietylenowych – rozprowadzona pod powierzchnią ziemi. Podstawowymi elementami systemu nawadniającego są: sprzęt zraszający (zraszacze, głowice deszczujące, mikrozraszacze, linie kroplujące) oraz elektrozawory, które najczęściej są umieszczane w dedykowanej do tych celów skrzynce. Najważniejszym elementem systemu nawadniającego jest sterownik, który kontroluje i steruje pracą systemu. Dodatkowym elementem jest czujnik opadów, dzięki któremu w przypadku deszczu system zostaje wyłączony. Całość działania automatycznego systemu nawadniającego odbywa się bez ingerencji człowieka.